# White Widow

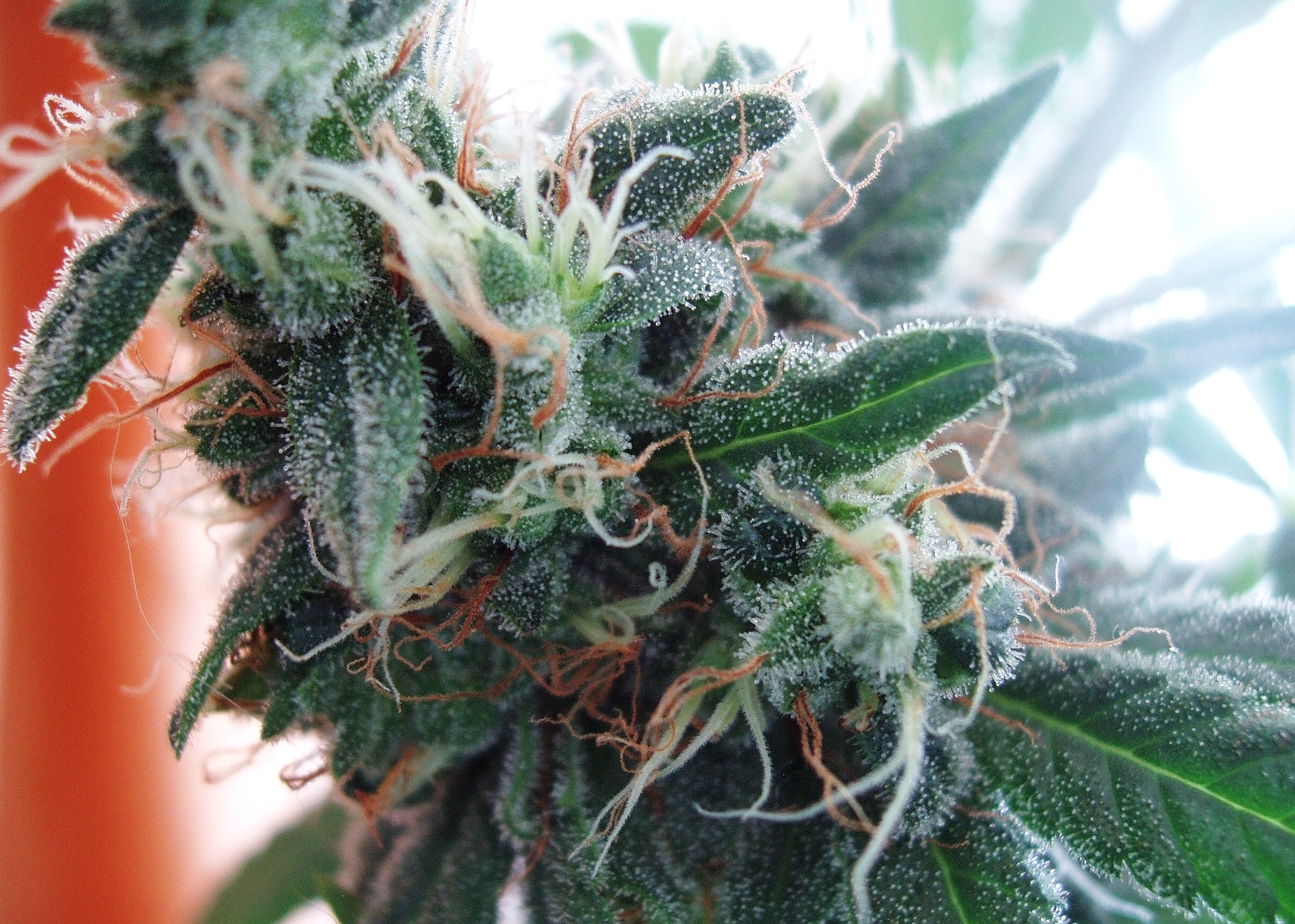
White Widow Blüte

White Widow ist eine Hanfsorte, die in den 1990er Jahren gezüchtet wurde. Es handelt sich um eine hybride Züchtung, also eine Kreuzung aus Cannabis indica und Cannabis sativa. Gekreuzt wurde eine brasilianische sativa-Sorte mit einer indischen indica-Sorte.
Der THC-Gehalt der Blüten der weiblichen Pflanze beträgt etwa 20–22 Prozent.
Das Aroma von White Widow ist hauptsächlich süß und fruchtig, mit ausgeprägten Noten von Kiwi und Passionsfrucht, die von einer skunkigen Note begleitet werden. Diese Mischung sorgt für einen fruchtigen und weichen Rauch mit einem deutlichen, zitrusartigen Nachgeschmack.